# Golf van Kolyma
De Golf van Kolyma (Russisch: Колымский залив; Kolymski zaliv, Jakoets: Халыма хомото; Xalıma xomoto) is een golf aan de zuidoostkust van de Oost-Siberische Zee, gelegen tussen Kaap Krestovy in het noordwesten en Kaap Medvezji in het zuidoosten en daarmee in het uiterste noordoosten van de Russische autonome republiek Jakoetië (bij de grens met Tsjoekotka). De golf is vernoemd naar de rivier de Kolyma, die uitmondt in de golf vanuit het zuidwesten en er een grote delta vormt met vele eilanden, waarvan Kamenka, Goesmp, Soecharny, Stolbik, Tabysjevski en Sjtormovoj de grootste zijn. De golf is gemiddeld gedurende ruim 9 maanden per jaar bevroren en ook in de zomer komt er veel drijfijs voor.
De golf heeft een breedte van 106 kilometer aan de monding en steekt tot 45 kilometer het binnenland in. De diepte varieert tussen de 4 en 9 meter. Het getijdeverschil bedraagt 0,2 meter, dubbeldaags.
De kust rond de golf bestaat uit toendralaagland; het Laagland van Kolyma aan westzijde en het Laagland van Tsjaoen aan oostzijde. Op het laagland bevinden zich talloze meren en moerassen. Aan westzijde van de golf stroomt de rivier de Grote Tsjoekotsjja in, in een grote delta. In het oosten van de golf bevinden zich de Ambartsjikbocht en de Trojanabocht (Tsjaoetsjjabocht).
en ten noorden van de golf liggen de Bereneilanden. Een stuk ten westen van de golf (330 km) ligt de veel kleinere Kolymskajabaai en een stuk ten oostelijker de Tsjaoenbaai. Iets ten oosten van de baai stroomt de Raoetsjoea uit in de Oost-Siberische Zee.